# Vojtanov

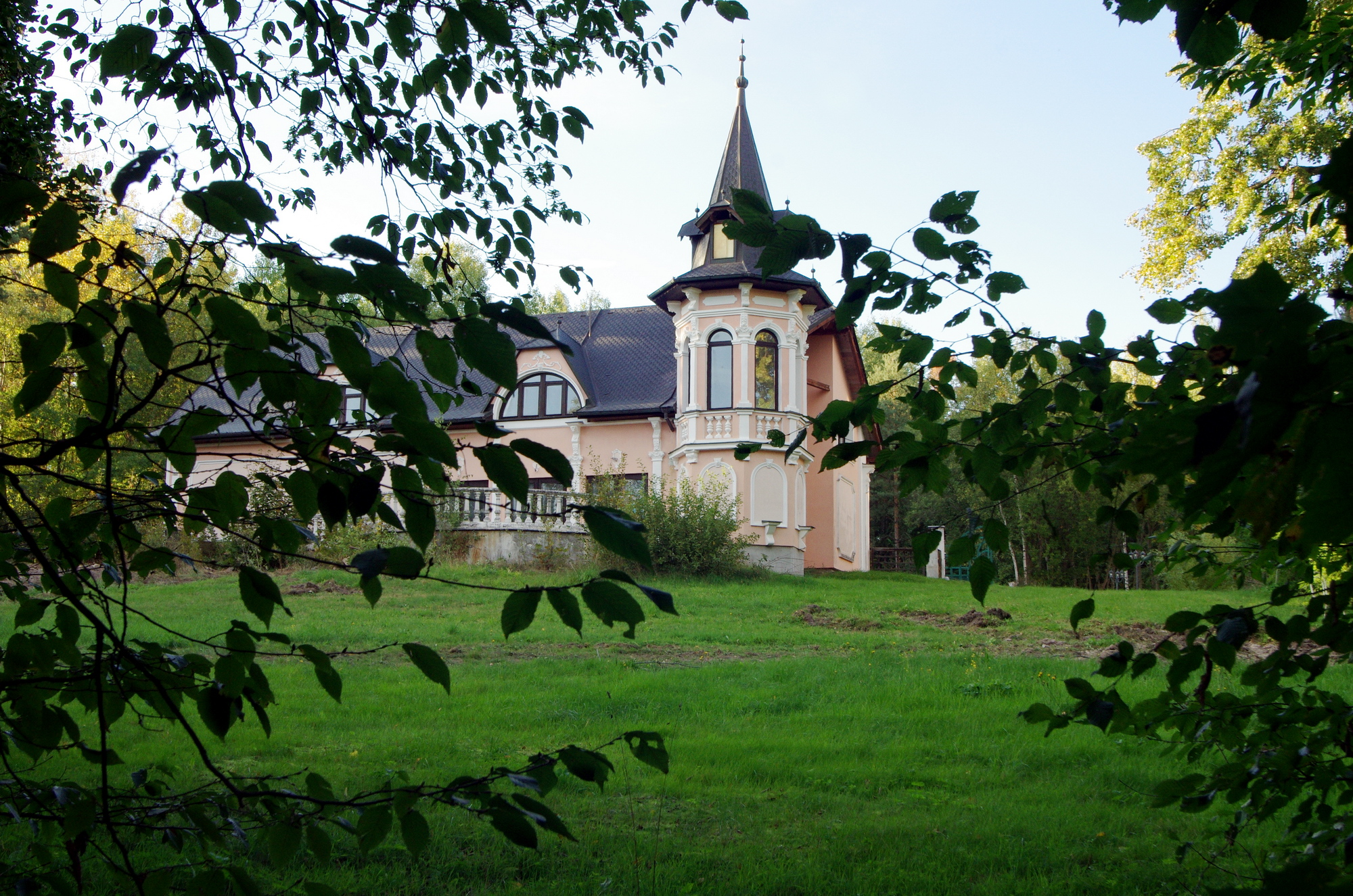
Hotel Evropa in Antonínova Výšina

Vojtanov (Duits: Voitersreuth) is een gemeente in de Tsjechische regio Karlsbad. De gemeente ligt op 518 meter hoogte aan de rand van het natuurpark Vogtland, ongeveer 3 kilometer ten westen van Skalná en 4 kilometer ten noorden van het als kuuroord bekend geworden Františkovy Lázně.
Naast het dorp Vojtanov liggen ook de dorpen Antonínova Výšina, Mýtinka en Zelený Háj binnen de gemeentegrenzen. Op de gemeentegrond liggen twee spoorwegstations. Station Vojtanov aan de lijn Františkovy Lázně - Plesná en station Vojtanov obec aan de lijn Františkovy Lázně - Aš.

## Geschiedenis
In het jaar 1299 werd de naam Voitesrewt voor het eerst schriftelijk vermeld. Het was in die tijd een van de grootste dorpen in de regio. In 1455 kocht Anna Schlick het dorp van de familie Voitersreuter uit Cheb. In 1660 kocht Anna van Schönaich een deel van Vojtanov, waarna het deel werd van Hazlov, wat ongeveer 4 kilometer westelijker ligt.
Toen in de 19e eeuw twee spoorlijnen (lijn 147 en lijn 148) werden gebouwd langs het dorp groeide de economie aanzienlijk. Er werden o.a. textielfabrieken opgericht. Het inwoneraantal liep vervolgens op tot 647 in 1937. Na de Tweede Wereldoorlog daalde dit aantal echter enorm doordat de Duitse inwoners van Vojtanov werden verdreven.
Tegenwoordig leeft het dorp vooral van de grensovergang naar Duitsland. Hierdoor vindt er veel "inkooptoerisme" plaats van Duitsers die goedkoop inkopen komen doen in Tsjechië. Dit heeft ervoor gezorgd dat er in Vojtanov bijvoorbeeld drie tankstations, twee kappers, een nachtclub en drie, door Aziaten gerunde, marktplaatsen aanwezig zijn.
Aš · 
Cheb · 
Dolní Žandov · 
Drmoul · 
Františkovy Lázně · 
Hazlov · 
Hranice · 
Krásná · 
Křižovatka · 
Lázně Kynžvart · 
Libá · 
Lipová · 
Luby · 
Mariënbad (Mariánské Lázně) · 
Milhostov · 
Milíkov · 
Mnichov · 
Nebanice · 
Nový Kostel · 
Odrava · 
Okrouhlá · 
Ovesné Kladruby · 
Plesná · 
Podhradí · 
Pomezí nad Ohří · 
Poustka · 
Prameny · 
Skalná · 
Stará Voda · 
Teplá · 
Trstěnice · 
Třebeň · 
Tři Sekery · 
Tuřany · 
Valy · 
Velká Hleďsebe · 
Velký Luh · 
Vlkovice · 
Vojtanov · 
Zádub-Závišín